# Horní Bříza
Horní Bříza − miasto w Czechach, w kraju pilzneńskim. Według danych z 31 grudnia 2003 powierzchnia miasta wynosiła 1 454 ha, a liczba jego mieszkańców 4 463 osób.

## Demografia
| Rok             | 1970  | 1980  | 1991  | 2001  | 2003  |
| --------------- | ----- | ----- | ----- | ----- | ----- |
| Liczba ludności | 2 323 | 3 122 | 4 007 | 4 487 | 4 463 |

Źródło: Czeski Urząd Statystyczny